# Amaka Ogoegbunam
Amaka Ogoegbunam (sinh ngày 3 tháng 3 năm 1990) là một vận động viên chạy nước rút ở Nigeria. Cô đã tham gia cuộc thi vượt rào 400 mét tại Giải vô địch thế giới 2015 về điền kinh diễn ra ở Bắc Kinh, Trung Quốc.

## Cấm do doping
Ogoegbunam đã thử nghiệm dương tính với metenolone đồng hóa tại Giải vô địch điền kinh thiếu niên châu Phi năm 2009 trong mẫu được thu thập vào ngày 31 tháng 7 năm 2009. Trước khi phân tích mẫu hoàn thành, cô đã tham dự Giải vô địch thế giới về điền kinh năm 2009 tại Berlin, nơi cô cũng có thử nghiệm dương tính với cùng một steroid trong một mẫu được thu thập vào ngày 18 tháng 8. Sau đó, cô đã nhận được lệnh cấm doping 3 năm từ thể thao, ở tuổi 19. Lệnh cấm kết thúc vào ngày 30 tháng 7 năm 2012.

## Giải đấu quốc tế
| Năm  | Giải đấu                     | Địa điểm                                   | Thứ hạng       | Nội dung        | Chú thích  |
| ---- | ---------------------------- | ------------------------------------------ | -------------- | --------------- | ---------- |
| 2009 | African Junior Championships | Stade Germain Comarmond Bambous, Mauritius | DQ (1st)       | 200 m           | DQ (25.37) |
| 2009 | African Junior Championships | Stade Germain Comarmond Bambous, Mauritius | DQ (1st)       | 100 m hurdles   | DQ (14.28) |
| 2009 | African Junior Championships | Stade Germain Comarmond Bambous, Mauritius | DQ (1st)       | 400 m hurdles   | DQ (58.45) |
| 2009 | African Junior Championships | Stade Germain Comarmond Bambous, Mauritius | DQ (1st)       | 4 × 400 m relay | DQ         |
| 2009 | World Championships          | Olympiastadion Berlin, Germany             | DQ (DNF semis) | 400 m           | DQ (52.85) |
| 2009 | World Championships          | Olympiastadion Berlin, Germany             | DQ (DNS semis) | 400 m hurdles   | DQ (55.80) |
| 2015 | World Championships          | Beijing National Stadium Beijing, China    | 33rd (h)       | 400 m hurdles   | 58.16      |